# Мария Елизабет Австрийска (1680 – 1741)
Мария Елизабет Австрийска (на немски: Maria Elisabeth von Österreich; * 13 декември 1680, Линц; † 26 август 1741,дворец Мариемонт при Морланвелз, Хенегау) от династията Хабсбурги, е австрийска ерцхерцогиня и щатхалтерка на Австрийска Нидерландия от 1724 до 1741 г.

## Биография
Тя е дъщеря на император Леополд I (1640 – 1705) и третата му съпруга Елеонора Магдалена фон Пфалц-Нойбург (1655 – 1720), дъщеря на курфюрст Филип Вилхелм фон Пфалц. Сестра е на императорите Йозеф I (1678 – 1711) и Карл VI (1685 – 1740).
Мария Елизабет знае перфектно немски, френски, италиански и латински. През 1698 г. тя е автор на произведението на латински език Chronologia augustissimae Domus Austriacae in Synopses collecta … за историята на нейната династия.
През 1711 г. нейният брат Карл VI дава на неомъжената му по-голяма сестра Мария Елизабет управлението на Тирол. През 1724 г. той прави 44-годишната ерцхерцогиня Мария Елизабет щатхалтерка на Австрийска Нидерландия на мястото на сваления принц Евгений Савойски. Тя напуска Виена на 4 септември 1725 и на 9 октомври 1725 г. пристига тържествено в Брюксел. Нейният главен дворцов майстор от 1725 до 1732 г. е италианският граф Джулио Висконти. Тя е много религиозна и се грижи за бедните и болните.
Мария Елизабет резидира в Брюксел и не се омъжва. След 16-годишно управление тя умира като щатхалтерка на 60 години. Погребана е първо в църквата „Св. Гудула“ в Брюксел, през април 1749 г. по заповед на Мария Терезия е преместена във Виена. Погребана е в Капуцинската гробница до нейния баща император Леополд I и нейната племенница Мария Анна.